# Liceo ginnasio statale Antonio Canova
Il liceo Ginnasio Statale "Antonio Canova" è lo storico liceo classico della città di Treviso e venne intitolato a Antonio Canova nel 1867.

## Storia
Il "Liceo compartimentale" di Treviso, istituito con decreto vice-reale napoleonico il 25 luglio 1807, ebbe quale prima sede il monastero di Ognissanti in via Riccati. Nel 1812 fu spostato nel soppresso convento di San Nicolò, affiancandosi al ginnasio del seminario vescovile. Per dare una sede autonoma al liceo il comune acquistò Ca' Sugana (poi municipio di Treviso) e vi spostò la sede dell'istituto dall'anno scolastico 1859-60.
Nel 1869 il liceo "Antonio Canova", intitolato allo scultore poco dopo l'adesione del Lombardo-Veneto al Regno d'Italia, il 23 gennaio 1867, fu trasferito in Borgo Cavour, all'interno dei locali che in seguito hanno ospitato il Museo civico Luigi Bailo e la Biblioteca comunale.
Nel novembre 1922 la sede definitiva divenne l'edificio in stile neoclassico progettato dall'ingegnere municipale Remo Milani, costruito appositamente nella "Città Giardino", poco lontano da Borgo Cavour. A partire dal settembre 1977 il Liceo Ginnasio occupa anche i locali del vicino ex-liceo scientifico "Leonardo da Vinci", trasferitosi nella sede di viale Europa. A partire dagli anni 2000 alcune classi sono dislocate in una terza sede succursale, “Ca del Galletto”. 

### Struttura
La biblioteca ricca di testi, alcuni dei quali antichi, si trova al piano interrato della sede principale dell'istituto. Non è aperta al pubblico ed è fruibile solo su autorizzazione.

### Ex Allievi
Tra i più celebri ex alunni del liceo, si annovera Carlo Nordio, ministro della Giustizia. 

## Indirizzi
- Indirizzo classico
- Indirizzo linguistico.

## Galleria d'immagini

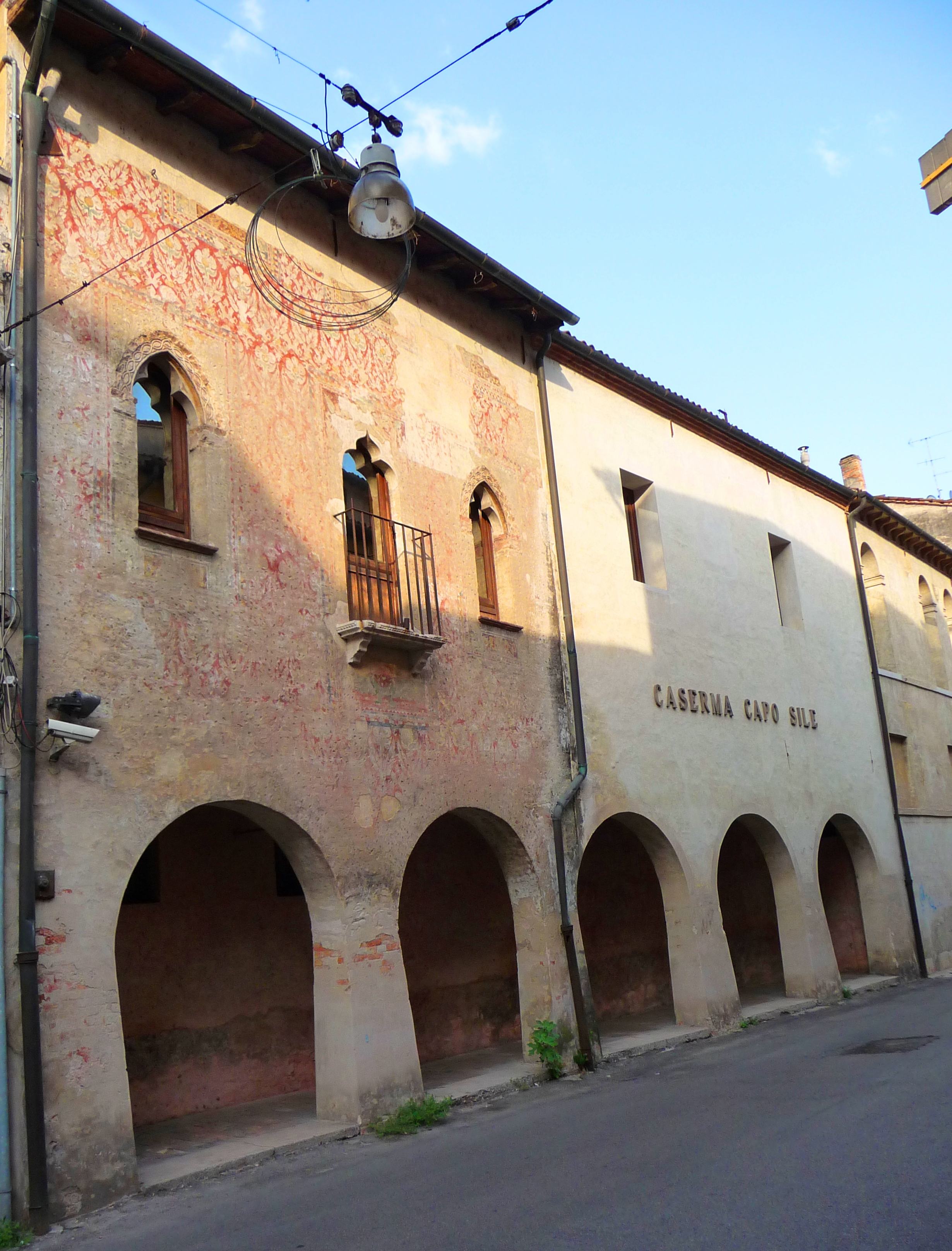
L'ex monastero di Ognissanti, prima sede del Liceo ginnasio
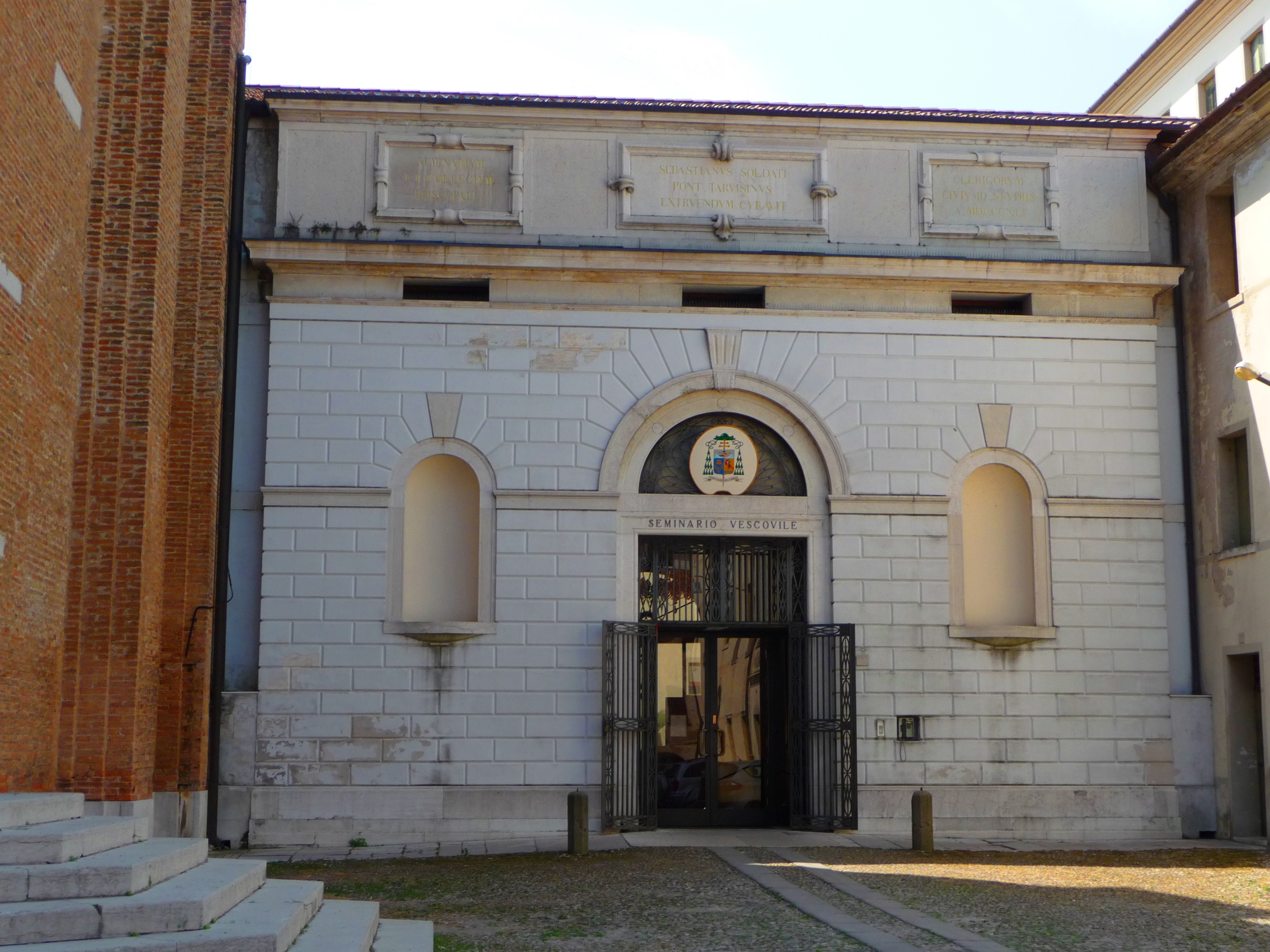
Seminario Vescovile, sede tra il 1812 e il 1859
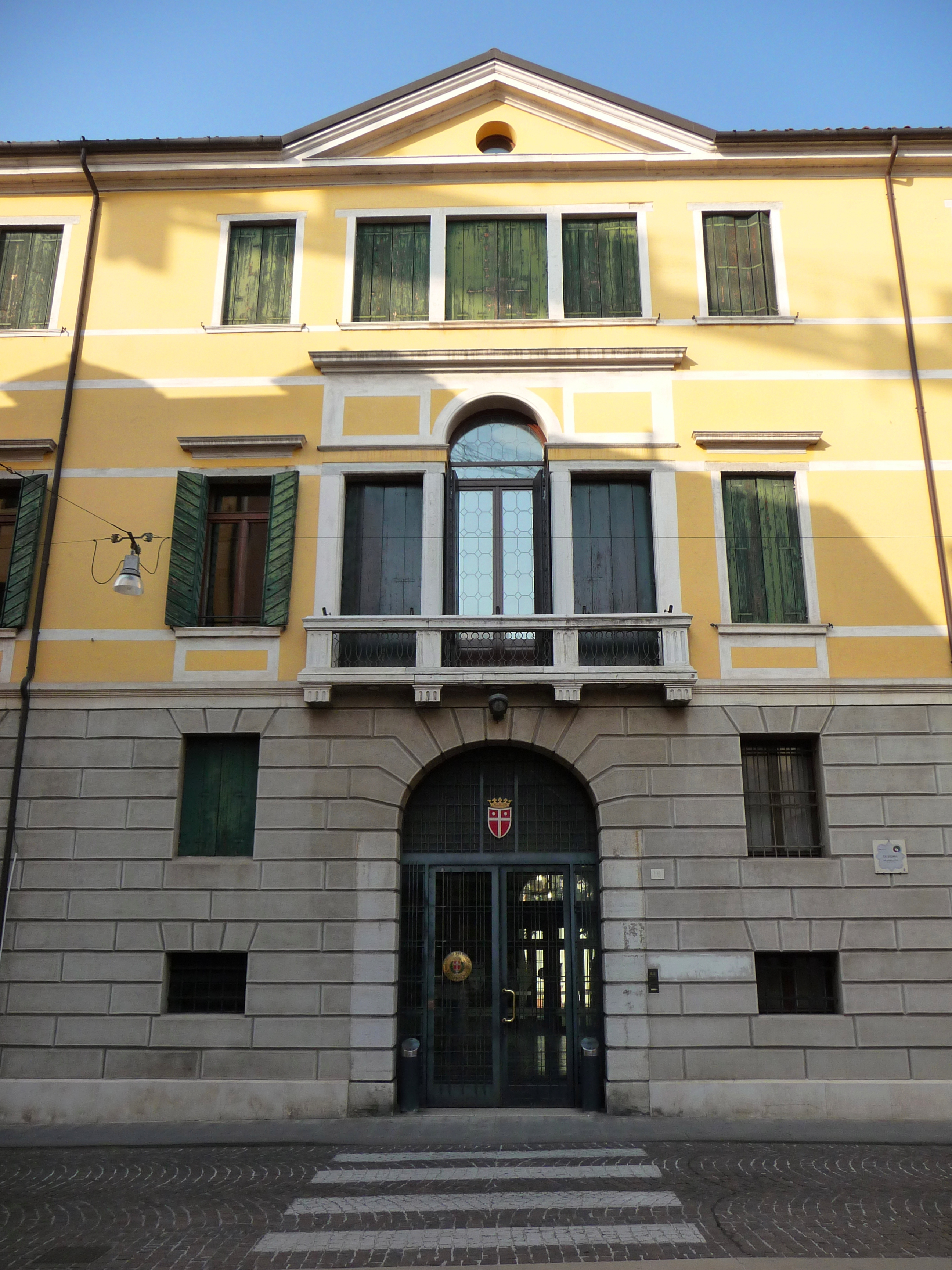
Ca' Sugana, sede tra il 1859 e il 1869
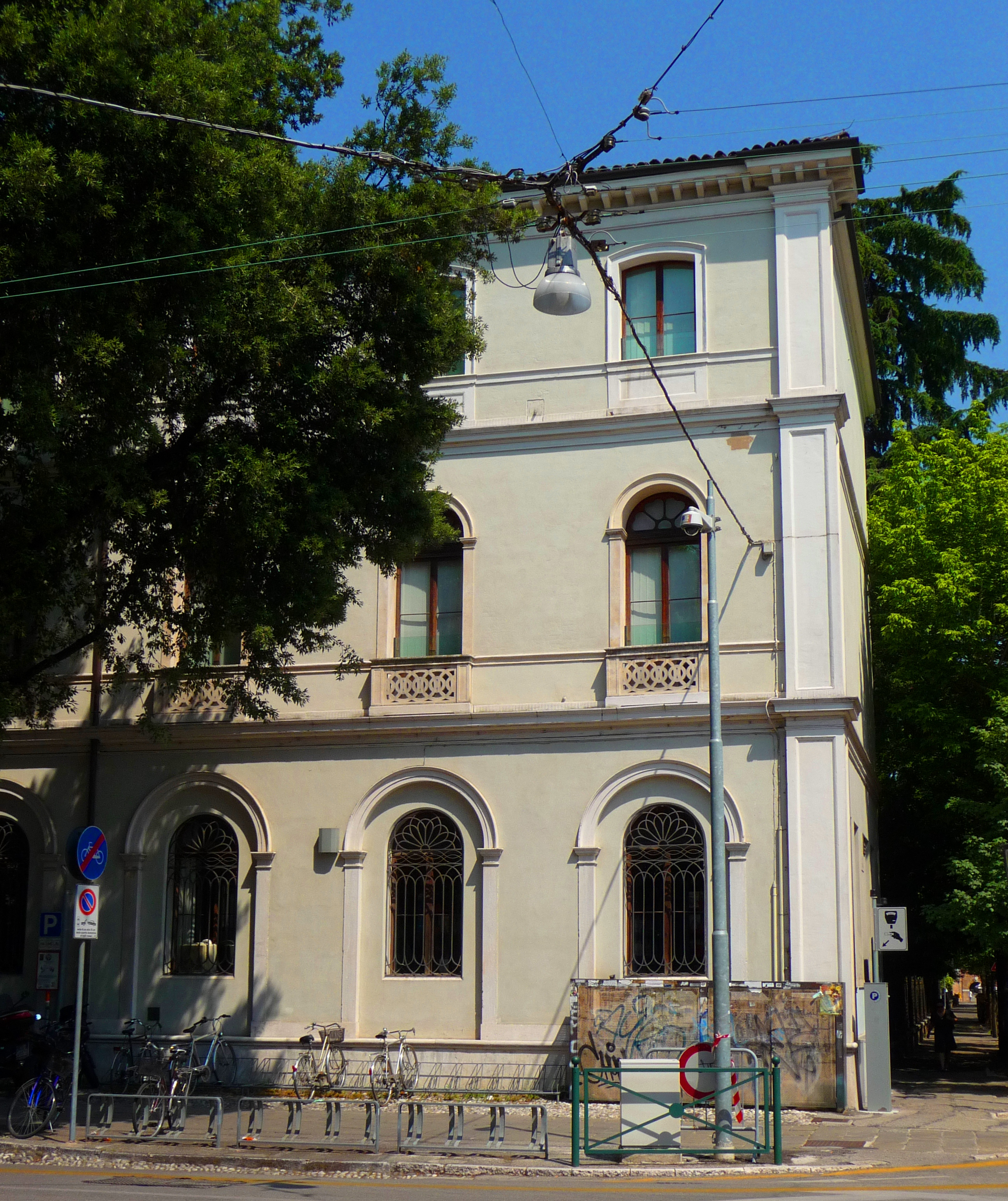
L'attuale Biblioteca Civica, sede tra il 1869 e il 1922
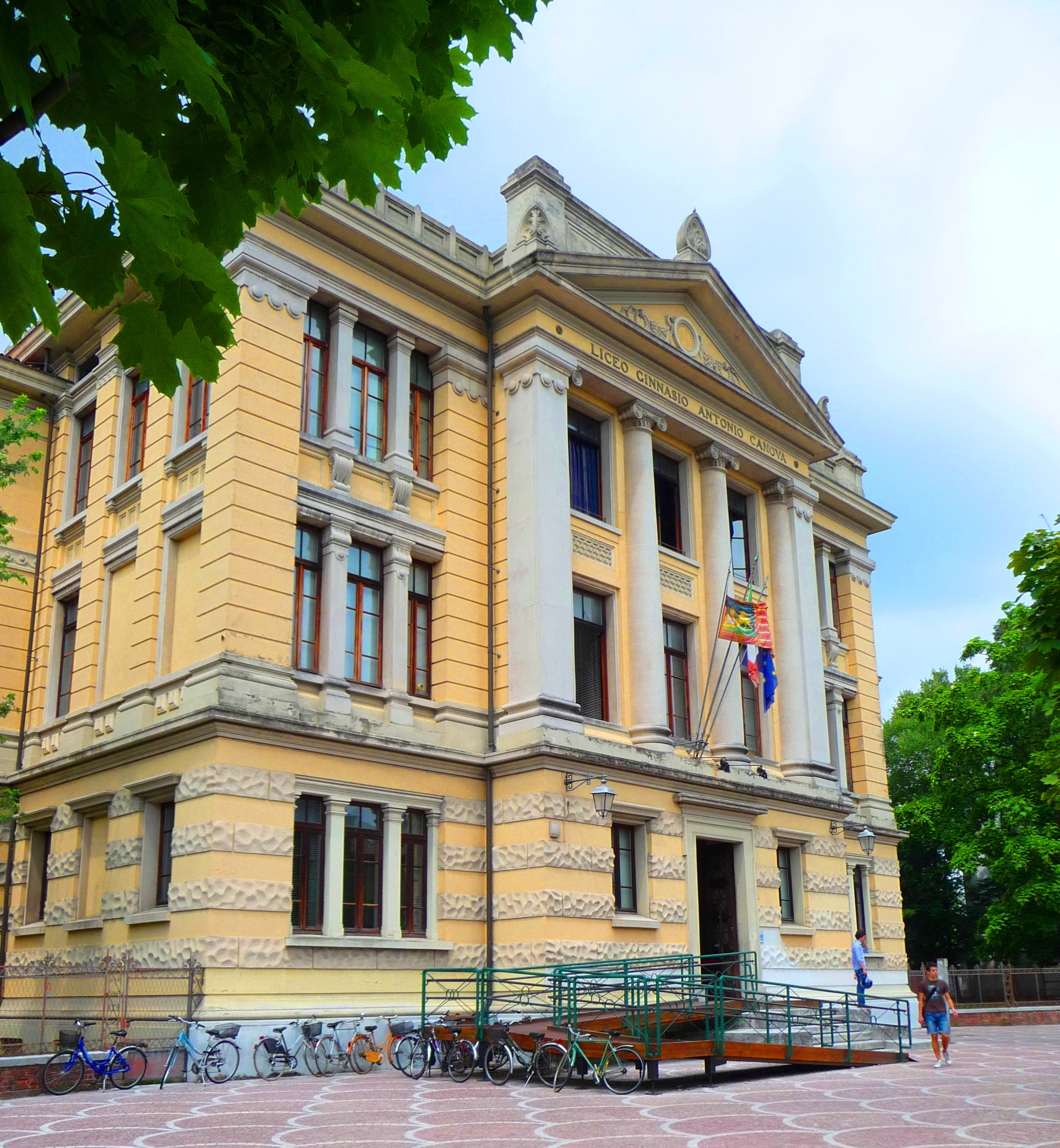
Sede principale del Liceo ginnasio a partire dal 1922